# 1951 год в истории изобразительного искусства СССР
1951 год был отмечен рядом событий, оставивших заметный след в истории советского изобразительного искусства.

## События
- «Весенняя выставка произведений ленинградских художников 1951 года» открылась в залах Ленинградского Союза советских художников. Издан подробный каталог работ.[1]

- 9 мая в Уфе был торжественно открыт памятник Герою Советского Союза Александру Матросову (1924—1943). Установлен в городском парке, переименованном в честь героя. Авторы памятника скульптор Эйдлин Л. Ю. и архитектор Грибов А. П.
- 6 июля — «Выставка дипломных работ студентов Ленинградского института живописи, скульптуры и архитектуры имени И. Е. Репина» открылась в залах Академии художеств.
- Юрий Непринцев пишет свою известную картину «Отдых после боя. Василий Теркин», в которой живописными средствами талантливо передана идея духовного единства народа в годы военных испытаний. За свою работу в 1952 году художник был удостоен Сталинской премии первой степени. Оригинал картины был подарен руководителю КНР Мао Цзэдуну. В 1953 году Юрий Непринцев пишет вторую авторскую версию картины для московского Кремля, в 1955 году — третью версию для Государственной Третьяковской галереи. Картина вошла в «золотой фонд» отечественной живописи как одно из лучших воплощений образа советского человека.
- Пётр Белоусов пишет свою хрестоматийную картину «Мы пойдём другим путём».
- Владимир Серов заканчивает работу над картиной «Ходоки у В. И. Ленина». В этом же году автор удостоен за картину Сталинской премии.
- В Москве на площади Белорусского вокзала установлен памятник А. М. Горькому. Проект памятника был создан скульптором И. Д. Шадром в 1939 году. В 1951 году скульптор В. И. Мухина завершила работу над проектом памятника. 16 декабря 2005 года памятник был перемещён в Парк Искусств. Является памятником монументального искусства федерального значения.
- 15 июля — Выставка шести молодых ленинградских живописцев открылась в залах Ленинградского Союза советских художников: Нины Веселовой, Александра Гуляева, Вячеслава Загонека, Александра Пушнина, Леонида Ткаченко, Юрия Тулина.
- 22 ноября — «Выставка произведений ленинградских художников 1951 года» открылась в Государственном Русском музее. Издан подробный каталог работ.[2]
- 20 декабря — "Всесоюзная художественная выставка 1951 года"открылась в Москве в Государственной Третьяковской галерее.Издан иллюстрированный каталог работ.[3]

## Сталинская премия1951 года
Первая степень:
- Иогансон Б. В., Соколов В. В., Тегин Д. К., Чебаков Н. Н. — за картину «Выступление В. И. Ленина на III съезде комсомола» (1950)
- Кукрыниксы — за серию рисунков «Поджигатели войны» и другие политические карикатуры, а также за иллюстрации к роману М. Горького «Мать»
- Меркуров С. Д., Исраелян Р. С. — за монумент «И. В. Сталин» в Ереване (1950)

Вторая степень:
- Налбандян Д. А. (также и за картину «Великая дружба» (1950)), Басов В. Н., Мещанинов Н. П., Прибыловский В. А., Суздальцев М. А. — за картину «Власть Советам — мир народам» (1950)
- Серов В. А. — за картину «Ходоки у Ленина» (1950)
- Григорьев С. А. — за картину «Обсуждение двойки» (1951)
- Яблонская Т. Н. — за картину «Весна» (1951)
- Ефимов (Фридлянд) Б. Е. — за альбом сатирических рисунков «За прочный мир, против поджигателей войны» (1950)
- Жуков Н. Н. — за иллюстрации к книге Б. Н. Полевого «Повесть о настоящем человеке»
- Яцыко, Пётр Петрович — за скульптуру «В. И. Ленин»
- Кибальников А. П. — за скульптуру «И. В. Сталин» (1950)
- Мухина В. И., Зеленская Н. Г., Иванова З. Г., Казаков С. В., Сергеев А. М. — за скульптуру «Требуем мира» (1950)
- Вронский М. К., Олейник А. П. — за памятник Т. Г. Шевченко в Сталино
- Третья степень:
- Фаттахов Л. А. и Якупов Х. А. — за картину «Подписание декрета об образовании Татарской АССР» (1950)
- Вепхвадзе А. И. — за картину «Высылка И. В. Сталина из Батума в 1903 году» (1951)
- Решетников Ф. П. — за картину «За мир» (1950)
- Неменский Б. М. — за картину «О далёких и близких» (1949)
- Мыльников А. А. — за картину «На мирных полях» (1950)
- Сатель Г. Э. — за картину «В ремесленном училище»
- Мешков В. В. — за пейзажи «Для сталинских строек», «Кама», «Просторы Камы»
- Грицай А. М. — за пейзаж «В Жигулях» (1948—1950)
- Нисский Г. Г. — за картины «У берегов Дальнего», «Пейзаж с маяком», «Порт Одесса»
- Чуйков С. А. — за картины «На мирных полях моей Родины», «У подножья Тянь-Шаня», «Утро в совхозе»
- Соколов И. А. — за серию цветных линогравюр на темы социалистического труда и серию акварелей «Музей детства А. М. Горького»
- Пономарёв Н. А. — за серию рисунков «Шахтёры Донбасса» (1949—1950)
- Тоидзе И. М. — за серию иллюстраций к книге «История Грузии»
- Резниченко А. И. — за серию иллюстраций к повестям О. Гончара «Земля гудит» и Ю. О. Збанацкого «Тайна Соколиного бора»
- Дубинский Д. А. — за иллюстрации к повести А. П. Гайдара «Чук и Гек»
- Соколов В. Н. — за скульптуру «Трудовая победа»
- Александравичюс П. П. — за скульптуру писательницы Ю. Жемайте (1950)
- Абдурахманов Ф. Г. — за скульптуру «Чабан» (1950)
- Коненков С. Т. — за скульптурные портреты «Марфинька» и «Ниночка»

## Скончались
- 18 января — Эберлинг Альфред Рудольфович, русский советский живописец и график (род. в 1872).
- 23 февраля — Моравов Александр Викторович, русский советский живописец, Заслуженный деятель искусств РСФСР (род. в 1878).
- 8 ноября — Белкин Вениамин Павлович, русский советский живописец, график и педагог (род. в 1884).

- Александр Моравов

## Полная дата неизвестна
- Пакулин Вячеслав Владимирович, русский советский живописец, график (род. в 1901).
- Алексеев Георгий Дмитриевич, русский советский скульптор и график (род. в 1881).